# Repubblica Ceca ai Giochi olimpici
La Repubblica Ceca ha partecipato per la prima volta ai Giochi olimpici nel 1994, e da allora ha partecipato a tutte le edizioni dei Giochi. I suoi atleti hanno vinto 59 medaglie, 43 delle quali ai Giochi estivi e 19 a quelli invernali.
Il Comitato Olimpico Ceco, originariamente fondato nel 1899, è stato riconosciuto dal CIO nel 1993.

## Medagliere storico

### Giochi estivi
| Giochi       | Oro | Argento | Bronzo | Totale |
| ------------ | --- | ------- | ------ | ------ |
| Atlanta 1996 | 4   | 3       | 4      | 11     |
| Sydney 2000  | 2   | 3       | 3      | 8      |
| Atene 2004   | 1   | 3       | 4      | 8      |
| Pechino 2008 | 3   | 3       | 0      | 6      |
| Londra 2012  | 4   | 3       | 3      | 10     |
| Rio 2016     | 1   | 2       | 7      | 10     |
| Tokyo 2020   | 4   | 4       | 3      | 11     |
| Parigi 2024  | 3   | 0       | 2      | 5      |
| Totale       | 22  | 22      | 28     | 72     |

### Giochi invernali
| Giochi              | Oro | Argento | Bronzo | Totale |
| ------------------- | --- | ------- | ------ | ------ |
| Lillehammer 1994    | 0   | 0       | 0      | 0      |
| Nagano 1998         | 1   | 1       | 1      | 3      |
| Salt Lake City 2002 | 1   | 2       | 0      | 3      |
| Torino 2006         | 1   | 2       | 1      | 4      |
| Vancouver 2010      | 2   | 0       | 4      | 6      |
| Soči 2014           | 2   | 4       | 2      | 8      |
| Pyeongchang 2018    | 2   | 2       | 3      | 7      |
| Pechino 2022        | 1   | 0       | 1      | 2      |
| Totale              | 10  | 11      | 12     | 33     |

## Medagliere per sport

### Sport estivi
| Sport              | Oro | Argento | Bronzo | Totale |
| ------------------ | --- | ------- | ------ | ------ |
| Canoa/kayak        | 6   | 6       | 6      | 18     |
| Atletica leggera   | 5   | 3       | 7      | 15     |
| Tiro               | 3   | 4       | 4      | 11     |
| Judo               | 2   | 0       | 0      | 2      |
| Tennis             | 2   | 3       | 4      | 9      |
| Canottaggio        | 1   | 3       | 1      | 5      |
| Ciclismo           | 1   | 1       | 0      | 2      |
| Pentathlon moderno | 1   | 0       | 1      | 2      |
| Pugilato           | 0   | 1       | 0      | 1      |
| Vela               | 0   | 1       | 0      | 1      |
| Lotta              | 0   | 0       | 2      | 2      |
| Triathlon          | 0   | 0       | 1      | 1      |
| Lotta              | 0   | 0       | 1      | 1      |
| Totale             | 21  | 22      | 27     | 70     |

### Sport invernali
| Sport                   | Oro | Argento | Bronzo | Totale |
| ----------------------- | --- | ------- | ------ | ------ |
| Pattinaggio di velocità | 3   | 2       | 3      | 8      |
| Snowboard               | 3   | 0       | 1      | 4      |
| Sci di fondo            | 1   | 5       | 3      | 9      |
| Hockey su ghiaccio      | 1   | 0       | 1      | 2      |
| Sci alpino              | 1   | 0       | 1      | 2      |
| Freestyle               | 1   | 0       | 0      | 1      |
| Biathlon                | 0   | 4       | 3      | 7      |
| Totale*                 | 10  | 11      | 12     | 33     |